# 포이닉스 (기업)
주식회사 포이닉스(영어: Foenix)는 제너럴아이디어(General Idea) 패션 브랜드를 운영하는 패션 기업이다.

## 역사
- 2003년 동대문 출신 디자이너인 최범석 대표가 설립하였다.
- 2024년 주식회사 지아이홀딩스에서 현재의 사명으로 변경하였다.
- 2025년 주관사를 DB금융투자로 상장을 준비중이다.[3][4][5]